# 南斯拉夫廣播電視
南斯拉夫廣播電視是南斯拉夫社會主義聯邦共和國的國家公共廣播電視服務系統。南斯拉夫廣播電視擁有八個廣播及電視節目製作中心，分別位於南斯拉夫的六個社會主義共和國及兩個社會主義自治省。每個電視中心均製作自己的節目，其中一些還擁有多個電視頻道。南斯拉夫解體之後，這些電視頻道成為各新獨立國家的公共廣播，並且進行了改名。

## 下设广播电视机构

### 共和国
| 贝尔格莱德广播电视台 | 塞尔维亚   |
| 萨格勒布广播电视台   | 克罗地亚   |
| 卢布尔雅那广播电视台 | 斯洛文尼亚 |
| 萨拉热窝广播电视台   | 波黑       |
| 斯科普里广播电视台   | 马其顿     |
| 铁托格勒广播电视台   | 黑山       |

### 自治省
| 诺维萨德广播电视台 Дирк Сартр емитери           | 伏伊伏丁那 |
| 普里什蒂纳广播电视台 Transmetuesit e Prishtinës | 科索沃     |